# 二上神社口駅
二上神社口駅（にじょうじんじゃぐちえき）は、奈良県葛城市加守にある、近畿日本鉄道（近鉄）南大阪線の駅。駅番号はF20。通常では急行,区間急行は通過するが、石光寺の牡丹開花時に隣の当麻寺駅と共に急行,区間急行が臨時停車（ただし14時台に1本のみ）する。1990年代前半までは、4月29日から5月5日にかけての土日祝祭日に、午前9時30分頃から午後4時30分頃までの上下快速急行（ぼたん号、上下各3 - 4本）及び急行（毎時上下各2本）が停車。上下それぞれ16本前後の臨時停車があった。

## 歴史
- 1929年（昭和4年）3月29日：大阪鉄道の古市 - 久米寺（現在の橿原神宮前）間延伸時に開業[1]。
- 1943年（昭和18年）2月1日：関西急行鉄道が大阪鉄道を合併[1]。関西急行鉄道天王寺線の駅となる。
- 1944年（昭和19年）6月1日：戦時統合により関西急行鉄道が南海鉄道（現在の南海電気鉄道の前身。後に再独立）と合併[1]。近畿日本鉄道南大阪線の駅となる。
- 2007年（平成19年）4月1日：PiTaPa使用開始[2]。
- 2013年（平成25年）12月21日：終日無人駅化。

## 駅構造
相対式2面2線ホームを持つ地平駅。ホーム有効長は4両分。駅舎（改札口）は2番線ホームにあり、反対側の1番線ホームへは構内踏切で連絡している。トイレは改札内にあり、男女別の水洗式。
無人駅で、PiTaPa・ICOCA対応の自動改札機および自動精算機（回数券カードおよびICカードのチャージに対応）が設置されている。

### のりば
| のりば | 路線       | 方向 | 行先             |
| ------ | ---------- | ---- | ---------------- |
| 1      | F 南大阪線 | 下り | 橿原神宮前方面   |
| 2      | F 南大阪線 | 上り | 大阪阿部野橋方面 |

## 当駅乗降人員
近年における1日乗降人員の調査結果は以下の通り。
- 2023年11月7日：744人
- 2022年11月8日：720人
- 2021年11月9日：645人
- 2018年11月13日：799人
- 2015年11月10日：833人
- 2012年11月13日：784人
- 2010年11月9日：882人
- 2008年11月18日：969人
- 2005年11月8日：1,081人

## 利用状況
近年の1日平均乗車人員は以下の通りである。
| 年度               | 1日平均 乗車人員 |
| ------------------ | ---------------- |
| 1995年（平成7年）  | 779              |
| 1996年（平成8年）  | 782              |
| 1997年（平成9年）  | 766              |
| 1998年（平成10年） | 731              |
| 1999年（平成11年） | 710              |
| 2000年（平成12年） | 674              |
| 2001年（平成13年） | 673              |
| 2002年（平成14年） | 630              |
| 2003年（平成15年） | 606              |
| 2004年（平成16年） | 584              |
| 2005年（平成17年） | 554              |
| 2006年（平成18年） | 537              |
| 2007年（平成19年） | 510              |
| 2008年（平成20年） | 520              |
| 2009年（平成21年） | 506              |
| 2010年（平成22年） | 486              |
| 2011年（平成23年） | 456              |
| 2012年（平成24年） | 443              |
| 2013年（平成25年） | 440              |
| 2014年（平成26年） | 437              |
| 2015年（平成27年） | 429              |
| 2016年（平成28年） | 424              |
| 2017年（平成29年） | 432              |
| 2018年（平成30年） | 430              |
| 2019年（令和元年） | 431              |

## 駅周辺
- 葛木倭文坐天羽雷命神社（加守神社）
- 加守廃寺（六角堂遺構）
- 石光寺
- 磯壁簡易郵便局
- 国道165号大和高田バイパス
- 二上山ふるさと公園・道の駅ふたかみパーク當麻
- 二上山城 (大和国)
- 葛木二上神社（二上神社）

## バス路線
駅裏側にあるロータリーに「二上神社口駅前」という停留所があり、そこから下記の路線が発着する。
葛城市公共バス
- ミニバスA 當麻ルート

## 隣の駅
近畿日本鉄道
F 南大阪線
■急行・■区間急行
通過（ただし石光寺の牡丹開花シーズンに、当麻寺駅と共に急行の臨時停車あり）
■準急・■普通
二上山駅 (F19) - 二上神社口駅 (F20) - 当麻寺駅 (F21)